# Toano
Toano é uma comuna italiana da região da Emília-Romanha, província de Reggio Emilia, com cerca de 4.267 habitantes. Estende-se por uma área de 67 km², tendo uma densidade populacional de 64 hab/km². Faz fronteira com Baiso, Carpineti, Frassinoro (MO), Montefiorino (MO), Palagano (MO), Prignano sulla Secchia (MO), Villa Minozzo.

## Demografia
| Variação demográfica do município entre 1861 e 2011                               |
|                                                                                   |
| Fonte: Istituto Nazionale di Statistica (ISTAT) - Elaboração gráfica da Wikipedia |